# Justicia scheidweileri
Justicia scheidweileri är en akantusväxtart som beskrevs av V.A.W. Graham. Justicia scheidweileri ingår i släktet Justicia och familjen akantusväxter. Inga underarter finns listade i Catalogue of Life.

## Bildgalleri

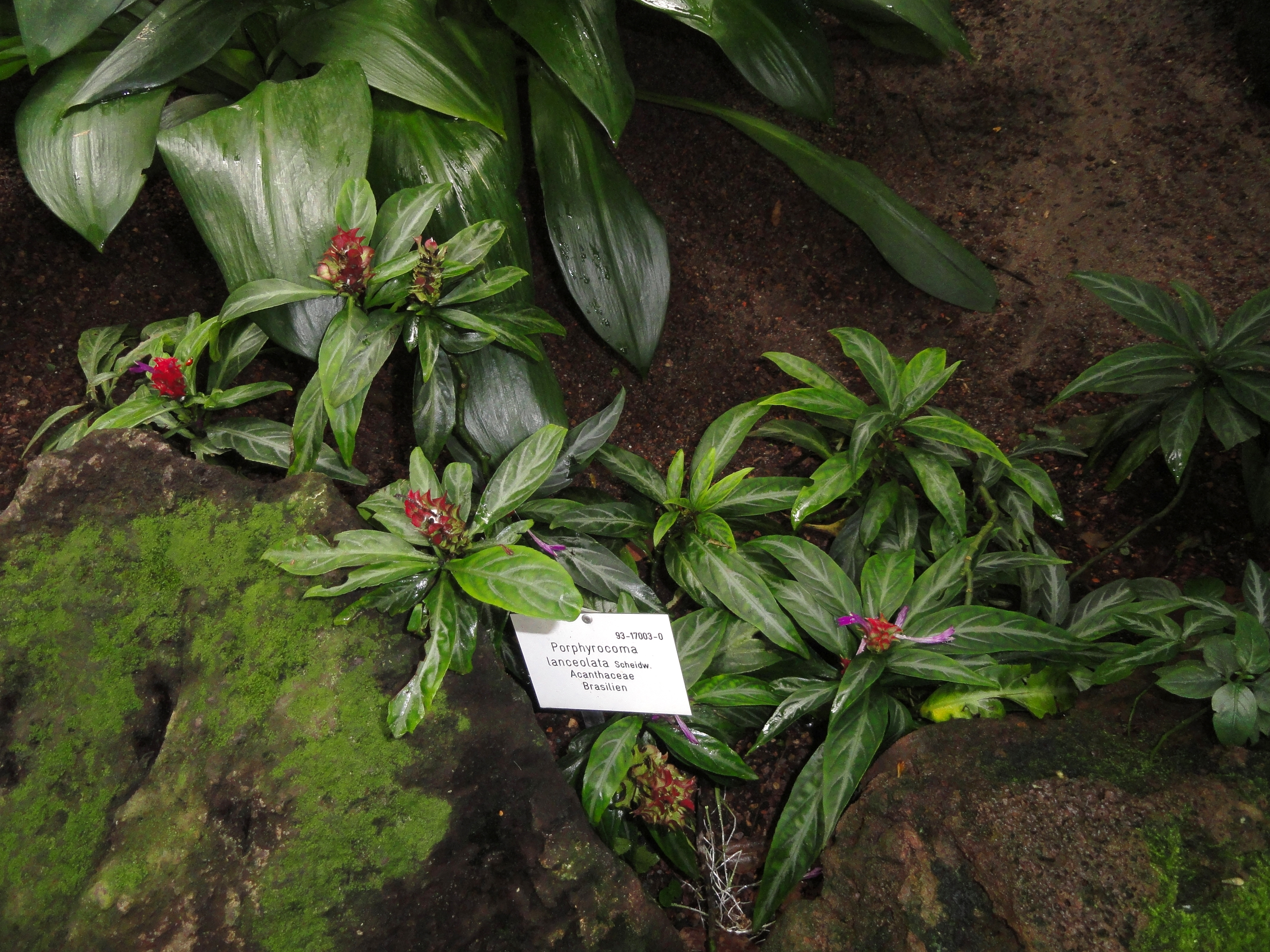
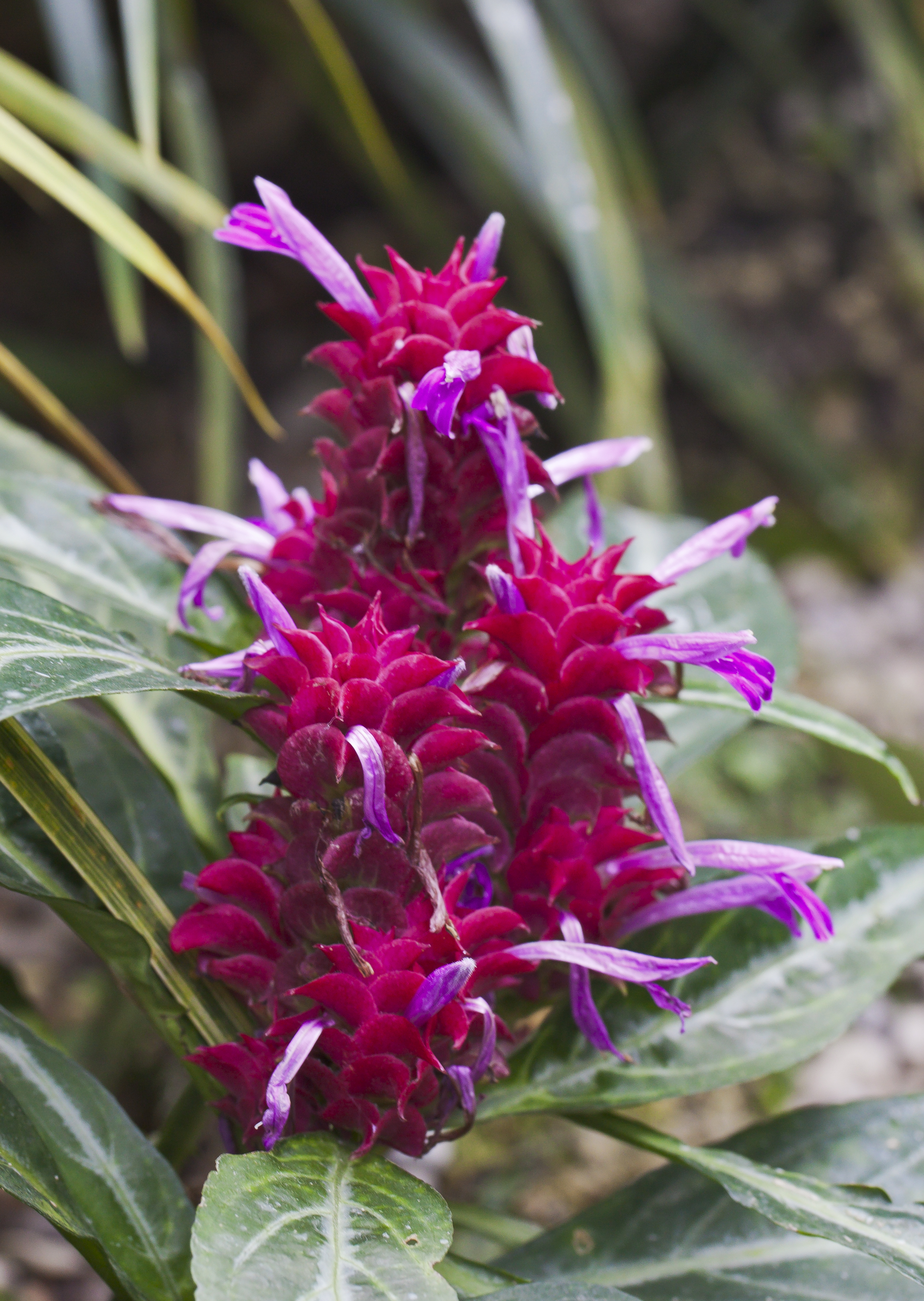
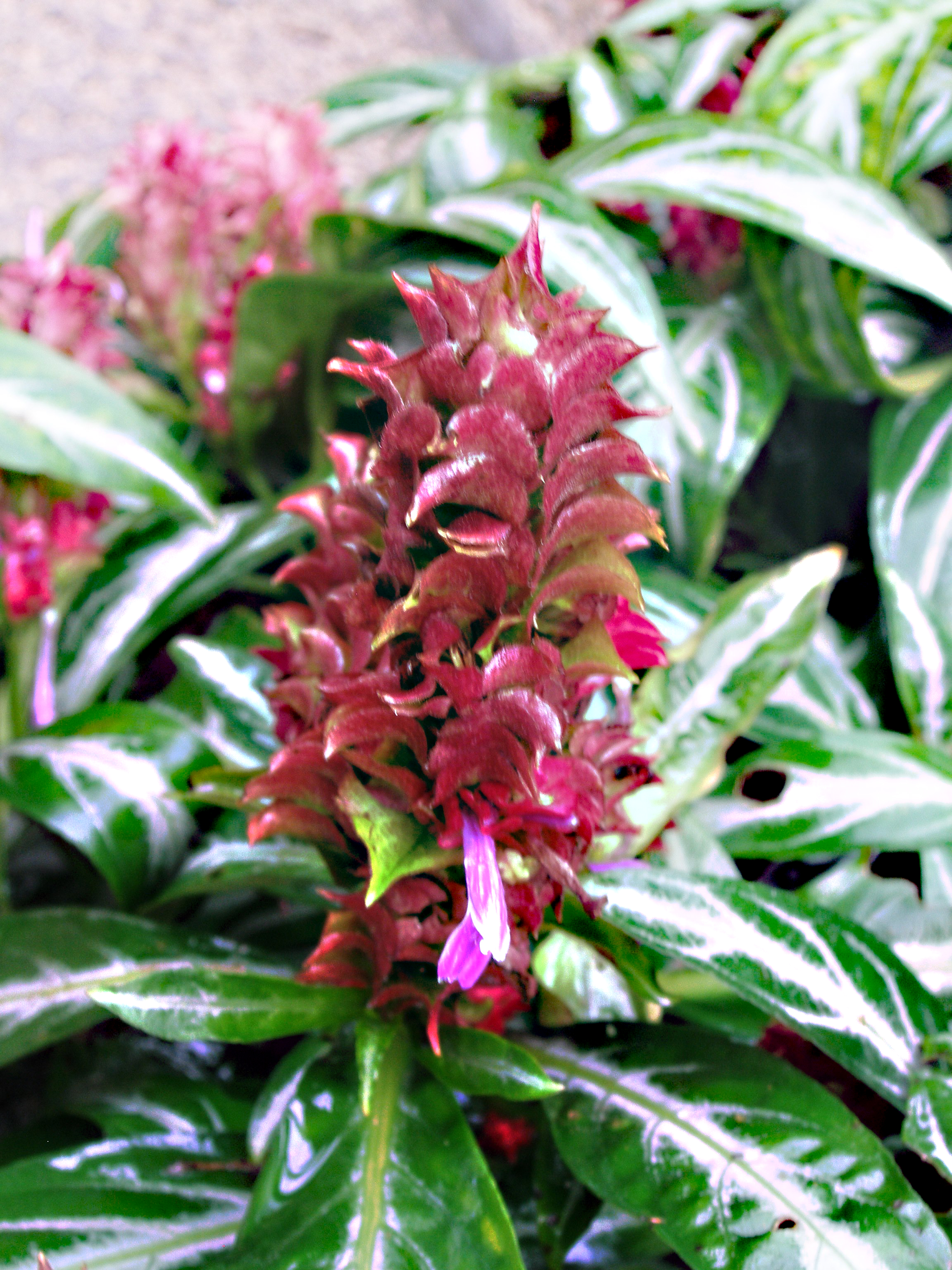